# Șcerbanka, Rozdilna
Șcerbanka (în ucraineană Щербанка, în germană Elsass) este un sat în comuna Liman din raionul Rozdilna, regiunea Odesa, Ucraina. Satul a fost locuit de germanii pontici.

## Demografie
Componența lingvistică a localității Șcerbanka
     Ucraineană (75,46%)
     Rusă (16,2%)
     Română (6,52%)
     Alte limbi (0,63%)
Conform recensământului din 2001, majoritatea populației localității Șcerbanka era vorbitoare de ucraineană (75,46%), existând în minoritate și vorbitori de rusă (16,2%) și română (6,52%).